# Wagram (metropolitana di Parigi)
Wagram è una stazione della metropolitana di Parigi, sulla linea 3, sita nel XVII arrondissement di Parigi.

## La stazione
Essa mutua il suo nome dalla località austriaca di Wagram.

## Accessi
- Da place Monseigneur Loutil
- dal 74, avenue de Villiers

## Interconnessioni
- Bus RATP - 31
- Noctilien - N16, N52